# 王昌林
王昌林（1967年1月—），男，汉族，重庆人，毕业于武汉工业大学，研究生学历，工学硕士，中共党员，研究员。现任第十四届全国政协提案委员会委员，国家发展和改革委员会副主任（兼职）。

## 生平
曾任国家发展和改革委员会宏观经济研究院产业经济与技术经济研究所副所长、所长，“十二五”规划起草小组组长，中国宏观经济研究院副院长、常务副院长、院长等职。
2023年1月17日，被选为第十四届全国政协委员，属于特别邀请人士界别。2023年7月28日，出任中国社会科学院副院长，晋升副部级。2025年3月26日，转任国家发展和改革委员会副主任（兼职）。
他还担任过中国高技术产业发展促进会第四届常务理事会副理事长，第二届战略性新兴产业发展专家咨询委员会委员，丝路规划研究中心专家委员会委员，国家发展改革委宏观经济杂志社编委会编委。